# Boris Arnejšek
‎Boris Arnejšek - Maks, slovenski partizan(elektrovarilec), * 9. september 1921, Ljubljana, Zalog, † 1992
V NOV in POS je vstopil 18. maja 1942. Kot pripadnik 12. slovenske narodnoosvobodilne brigade je bil eden izmed odposlancev, ki so se udeležili Zbora odposlancev slovenskega naroda v Kočevju.